# William Hay, 6. Earl of Kinnoull

Wappen des William Hay, 6. Earl of Kinnoull

William Hay, 6. Earl of Kinnoull (* nach 1666; † 10. Mai 1709 in London), war ein schottischer Adliger.

## Leben
William Hay entstammte einer Nebenlinie des Clan Hay und war der jüngere von zwei Söhnen des William Hay, 4. Earl of Kinnoull († 1644), aus dessen zweiter Ehe mit Lady Catherine Cecil († 1683), Tochter des Charles Cecil, Viscount Cranborne.
Ab Juni 1685 studierte er an einem College der Universität Douai in Frankreich. Als sein älterer Bruder, der sich anlässlich des Großen Türkenkrieges (1683–1699) freiwillig zur Kaiserlichen Armee gemeldet hatte, 1687 unverheiratet und kinderlos in Ungarn starb, erbte er dessen schottische Adelstitel als 6. Earl of Kinnoull, 6. Viscount (of) Dupplin und 6. Lord Hay of Kinfauns. Aufgrund der Titel war er fortan bis zum Act of Union 1707 Mitglied des schottischen Parlaments.
1689 begleitete er König Jakob II. nach dessen Absetzung im Rahmen der Glorious Revolution ins französische Exil nach Saint-Germain. Er kehrte aber schließlich nach Großbritannien zurück. Da er keine Nachkommen hatte, erwirkte er bei Königin Anne eine ergänzende Erbregelung für seine Adelstitel, indem er im 29. Februar 1704 zugunsten der Krone auf die Titel verzichtete und sie im Gegenzug mit rückwirkender Präzedenz erneut verliehen bekam. Die Neuverleihung beinhaltete den besonderen Zusatz, dass die Titel in Ermangelung eigener legitimer männlicher Nachkommen auch an seinen Cousin dritten Grades Thomas Hay, 1. Viscount of Dupplin, und dessen legitime männliche Nachkommen, sowie in deren Ermangelung an den jeweiligen Erben seiner wichtigsten Länderei, der feudalen Baronie Dupplin in Perthshire vererbbar sei. Als er 1709 unverheiratet und kinderlos starb, fielen seine Adelstitel entsprechend an Thomas Hay, 1. Viscount of Dupplin.